# 徐迟
徐迟（1914年10月15日—1996年12月12日），原名徐商寿，笔名唐螂、史纲，男，浙江吴兴（今湖州市南浔区）人，中国现当代诗人、散文家、翻译家、报告文学作家。

## 生平
徐遲爲教育家徐一冰之子。
1936年和陈松结婚，育有二女一子。
晚年和演员白灵的母亲舞蹈演员陈杉杉结婚，之后又离婚。
1966年“文革”中被打倒，关进“牛棚”，剥夺写作权利，创作中断。十年后得到平反，恢复专业创作。
1996年12月12日夜在武汉一家医院坠楼身亡。

## 作品
其翻译代表作是《瓦尔登湖》。
其报告文学代表作包括记述数学家陈景润的《哥德巴赫猜想》与地质学家李四光的《地质之光》，这两篇作品被誉为“别具特色的科学诗篇”，获全国优秀报告文学奖。之后部分观点在1990年代都被某些文人质疑和批评：何建明著《大庆油田发现真相》（四川人民出版社）揭露了发现大庆油田的是黄汲清院士，而不是李四光。